# Paul Garnier
Paul Garnier est un homme politique français né le 24 mars 1870 à Redon (Ille-et-Vilaine) et décédé le 5 décembre 1941.

## Biographie
Il est diplômé de l'Institut industriel du Nord (École centrale de Lille) en 1891. 
Il succède à son père à la tête d'une entreprise de machines agricoles à Redon, et se lance dans une carrière politique classique. Conseiller municipal puis maire de Redon, conseiller général, il est élu sénateur de l'Ille-et-Vilaine de 1920 à 1933
, sans avoir une activité parlementaire très importante.

## Mandats électoraux
- Conseiller municipal de Redon.
- Conseiller général du Canton de Redon  de 1919 à 1931.
- Sénateur d'Ille-et-Vilaine de 1920 à 1933.

## Sources
- « Paul Garnier », dans le Dictionnaire des parlementaires français (1889-1940), sous la direction de Jean Jolly, PUF, 1960 [détail de l’édition]

1. ↑  « M. Paul Garnier, Sénateur », L'Ouest-Éclair (Rennes), [s.n.] (rennes), no 7303,‎ 14 janvier 1920, p. 4 (ISSN 1261-6249, lire en ligne, consulté le 23 février 2014)
2. ↑  Jean Jolly, « Dictionnaire des Parlementaires français 1889-1940 », Presses Universitaires de France, 1960 (consulté le 23 février 2014)